# Eruzione dell'Etna del 1792-1793
Durante l'eruzione dell'Etna del 1792-1793 le bocche vulcaniche si aprirono sia dentro che fuori la Valle del Bove e le lave minacciarono l'abitato di contrada Zafarana. 
La lava fuoriuscì anche dai crateri sommitali e si diresse verso Adrano, rimanendo però in alta quota.

## Fasi eruttive
A seguito degli eventi cominciati nel marzo 1792 avvenne un enorme sprofondamento a Pian del Lago che formò il cratere detto "la Cisternazza"; le colate laviche vennero emesse da varie bocche apertesi sia dentro che fuori della Valle del Bove. La risalita del magma fratturò le vulcaniti entro un dislivello di circa 700 metri di quota propagandosi da 2600 m a 1900 m s.l.m.. Nel frangente venne raggiunto e semicoperto alla base il Monte Arcimis.
Il 1º giugno, dalla Serra del Salifizio, a seguito della propagazione in direzione sud-est della frattura eruttiva, preannunciata da terremoti sgorgò una colata che divorò fertili terreni lasciando dietro di sé una lingua nera di lava. I primi di agosto la colata lavica si affacciò dalle colline che vanno dall'Airone alla Valle San Giacomo, seminando il panico nel piccolo borgo. Ormai privi di speranza per la salvezza delle proprie case, gli zafferanesi raccolsero le loro cose e si prepararono a lasciare le loro proprietà.
(Giuseppe Recupero, Storia naturale e generale dell'Etna Catania 1815)
L'eruzione ebbe improvvisamente termine nel mese di maggio del 1793; furono emessi circa 90 milioni di metri cubi di lava.

## L'arresto della colata e la fede dei zafferanesi
Gli zafferanesi, che in un impeto di fede avevano portato in processione dalla chiesa la statua della Madonna della Provvidenza, considerarono l'improvviso cessare dell'eruzione alle porte dell'abitato come una grazia straordinaria. Il popolo tutto gridò al miracolo e fece voto di recarsi in quel luogo in pellegrinaggio ogni anno. Sul posto nel 1861 venne edificato un monumentale altarino e, ancor oggi, la cittadinanza scioglie il voto dei padri recandovisi ogni anno durante i festeggiamenti patronali.